# Container Security Initiative

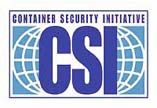
Logo

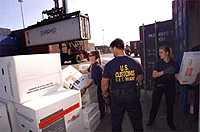
Inspektion von Frachtgut vor der Verladung durch den CBP

Die Container Security Initiative (CSI) ist ein Sicherheitsprogramm der Zollverwaltung der Vereinigten Staaten von Amerika.
Nach den Terroranschlägen am 11. September 2001 in den USA hat ein Umdenken der staatlichen Organe in den USA begonnen. Als Folge haben die Vereinigten Staaten eine Reihe von Maßnahmen zur Bekämpfung des internationalen Terrorismus ins Leben gerufen. Dazu gehört u. a. die stärkere Überwachung des Warenverkehrs durch die US-Zollverwaltung. Seit März 2003 ist die Zollverwaltung der USA – als United States Customs and Border Protection (CBP) – Teil des neu geschaffenen Ministeriums für Innere Sicherheit zuständig. Neben dem Schutz von rein wirtschaftlichen Interessen rückt nun dadurch das Thema Sicherheit immer mehr in den Blickpunkt des Zolls.
Seit dem 2. Dezember 2002 ist das Sicherheitsprogramm der US-Zollbehörden in Kraft. Diese hat zum Ziel, zweifelhafte Containerladungen vor dem Erreichen von US-Territorium zu identifizieren und überprüfen zu können, um damit u. a. die Einfuhr von Massenvernichtungswaffen zu verhindern.
Zur Erstellung eines dafür erforderlichen Risikoprofils der Lieferanten müssen alle sicherheitsrelevanten Frachtdaten 24 Stunden vor der Verladung im Ursprungsland an die CBP gemeldet werden, diese Vorschrift ist als 24 hours rule bekannt. Außerdem müssen die Container mit einem speziellen Siegel verschlossen werden.
Die CSI wird nach Vertragsrecht mit den jeweiligen Staaten im Ausland tätig.
In folgenden europäischen Häfen arbeitet die CSI:
- Hafen Rotterdam, Niederlande
- Container-Terminal Bremerhaven und Hamburger Hafen, Deutschland
- Häfen Antwerpen und Zeebrugge, Belgien
- Häfen Le Havre und Marseille, Frankreich
- Hafen Göteborg, Schweden
- Häfen La Spezia, Genua, Neapel, Gioia Tauro und Livorno, Italien
- Häfen Felixstowe, Liverpool, Thamesport, Tilbury und Southampton, Großbritannien
- Hafen Piräus, Griechenland
- Hafen Algeciras, Spanien
- Hafen Lissabon, Portugal